# Ugo Foscolo
Niccolò Ugo Foscolo (illa de Zacint, al jònic que aleshores pertanyia a la República de Venècia i ara pertany a Grècia, 6 de febrer de 1778 - Londres, 1827), poeta i patriota italià.

## Biografia
Per part de mare era grec i el seu pare un metge italià. Es va traslladar a Venècia el 1793 i allí va representar la seva peça teatral Trieste (1797). A causa d'una decepció semblant a la que es va dur Ludwig van Beethoven quan Napoleó Bonaparte es va nomenar emperador, va escriure Ultimi lettere di Jacopo Ortis (Últimes cartes de Jacopo Ortis), una novel·la epistolar inspirada en el Werther de Johann Wolfgang von Goethe i considerada la primera novel·la italiana moderna. Com a patriota italià, Foscolo es va unir als francesos en 1799 per a lluitar contra els austríacs que van envair Itàlia.
En aquesta època va traduir diversos clàssics grecollatins i a autors anglesos i va escriure poesia lírica inspirada en la seva agitada vida sentimental (va ser amant de l'esposa de Vincenzo Monti, Teresa Picler, i d'Antonietta Fagnani-Arese i d'Isabella Teotochi Albrizzi). Va tornar a Milà en 1806, on va escriure en vers lliure la qual és la seva obra lírica més famosa, Dei sepolcri, Dels sepulcres (1820), amb el que es va guanyar una gran reputació de poeta líric. En caure Napoleó i tornar els austríacs a Itàlia Foscolo va haver d'exiliar-se a Londres, on esperonat per la pobresa va fer classes i va escriure assaigs de crítica literària fins a la seva mort. La seva filla, que va quedar òrfena, va ser atesa pel també emigrat liberal espanyol el canonge Riego, germà del cèlebre heroi de Cabezas de San Juan.

## Obra

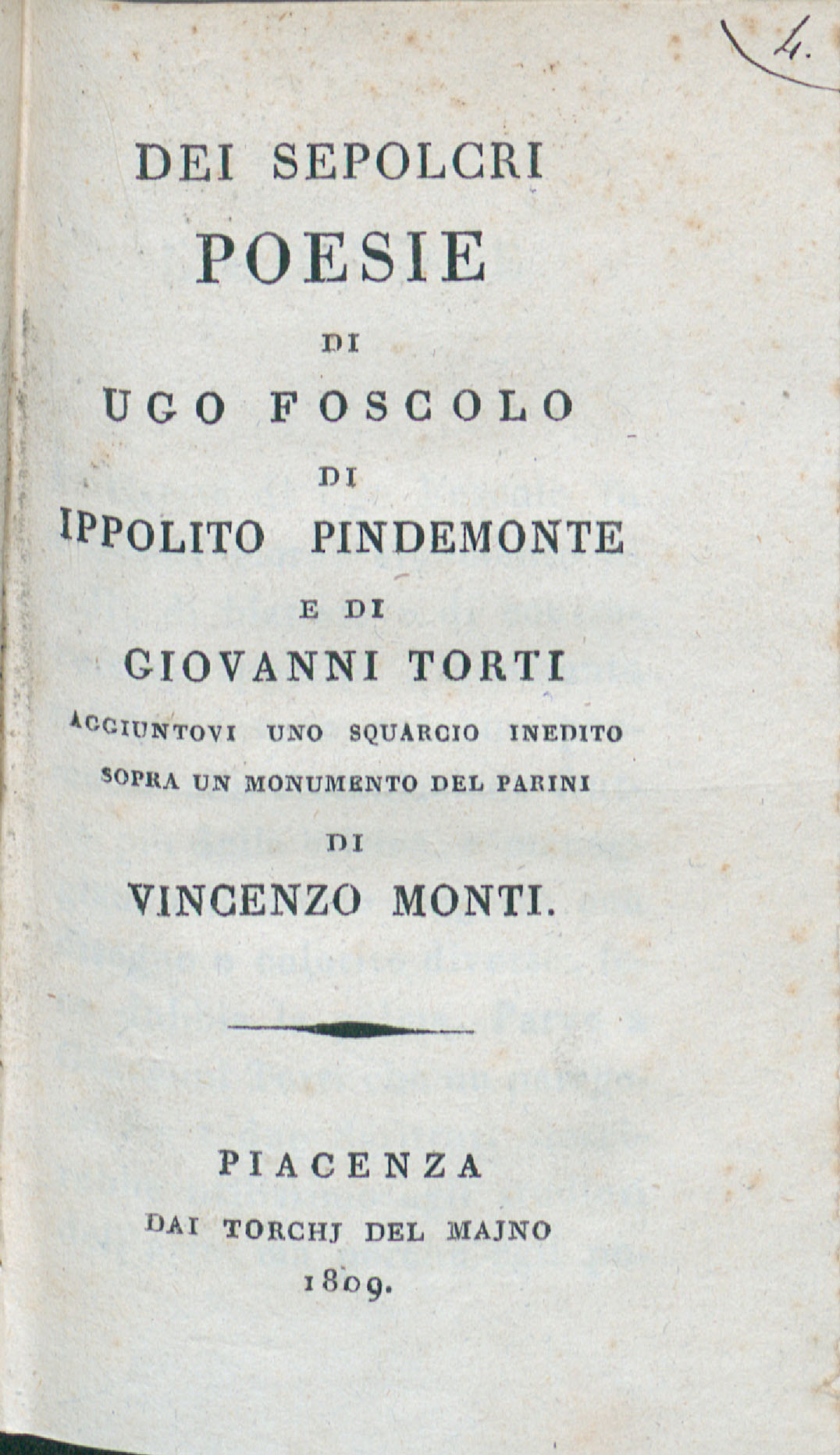
Dei sepolcri, 1809

Com escriptor la seva obra se situa equidistant entre el Neoclassicisme i el Romanticisme i la seva inspiració és fonamentalment política i sentimental: deriva fonamentalment de l'amor romàntic i de l'incipient i patriòtic nacionalisme italià. Va crear en el seu famós poema Dei Sepolcri ("Els sepulcres") el mite personal de la tomba no plorada en l'exili. Per a Foscolo és molt important que algú vagi a veure'l a la tomba, perquè això significaria viure en el seu cor i d'aquesta forma, viure també en la terra. La sepultura no plorada (tomba illacrimata) és el símbol del fracàs en la vida.
La trajectòria de les Últimes cartes de Jacopo Ortis és complexa: al principi es va titular Laura lettere, pel que sembla inspirant-se en la vida d'un estudiant paduano que va acabar suïcidant-se per amor; encara que en 1796 ja hi havia notícies d'aquesta obra, estava encara incompleta i es va publicar en quatre ocasions més; la segona fou a Bolonya, 1799, on dominen els aspectes sentimentals; una edició no autoritzada basada en aquesta és la de Venècia (1800), sota el títol Vera storia dei due amanti infelici. La tercera es va editar a Milà, quan ja havia llegit el Werther a través d'una traducció francesa; la quarta la va escriure a Zúric en 1816 i la cinquena a Londres, en 1817. Tracta sobre la desesperació romàntica i l'amor a la mort. Foscolo odia per igual als francesos i als austríacs que encadenen a Itàlia.
Com a poeta va escriure un grapat de sonets, un d'ells un autoretrat, un parell d'Odes, Li Grazie o Les Gràcies, una sèrie de poemes mitològics, i Dei sepolcri. En aquest últim, escrit en endecasíl·labs blancs en 1806 i publicat en 1807, medita sobre la mort amb motiu d'una discussió que va mantenir amb un altre poeta, Pindemonte, que era més creient que ell. Pindemonte, en el seu I cimentiri, lamentava que els racionalistes no donessin massa importància als morts, i Foscolo es va proposar refutar-lo adoptant una actitud universal i representa el lament de tota la humanitat; abandona tota referència personal, cosa que suposa en ell una novetat. Conclou que els morts no moren mentre romanguin en la ment dels vius, i si els sepulcres tenen fi, malgrat això la poesia pot fer reviure als morts.
En la seva primera part es considera el tema del sepulcre individual i socialment i en la segona es fa una història del sepulcre des de Troianes fins a la seva actualitat, cantant a la poesia que els dona vida. Enfront del to elegíac de la primera parteix la segona és més pindàrica. La poesia supera els sepulcres, perquè quan aquests fallen, la poesia immortalitza al poeta. El romanticisme busca la fe i l'esperança més enllà dels límits de la Raó. Foscolo, en canvi, busca la sublimació de la persona a través de la fe en el futur. En la seva obra apareixen diversos temes: el de la tomba, record líric de les glòries d'un poble; el de la bellesa serenadora, que sublima els amors difícils; el de l'exili, com exaltació de l'amor a la pàtria i el de la poesia, que eternitza la història.

## Composicions
Poesies
- A Napoleone Bonaparte liberatore, oda (1799)
- A Luigia Pallavicini caduta da cavallo, oda (1800)
- All'amica risanata, ode (1802)
- Non son chi fui, perì di noi gran parte, sonet (1802)
- Che stai?, sonetto (1802)
- Te nutrice alle Muse, sonet (1802)
- E tu ne' carmi avrai perenne vita, sonet (1802)
- Perché taccia il rumor di mia catena, sonet (1802)
- Così gl'interi giorni in luogo incerto, sonet (1802)
- Meritamente, però ch'io potei, sonet (1802)
- Solcata ho la fronte, sonet (1802)
- Alla sera, sonet (1803)
- A Zacinto, sonet (1803)
- Alla Musa, sonet (1803)
- In morte del fratello Giovanni, sonet (1803)
- Dei Sepolcri (1806)
- Le Grazie,

Peces de teatre
- Tieste, tragèdia (1795)
- Aiace, tragèdia (1810-1811)
- Ricciarda, tragèdia (1813)

Altres
- Epistolari
- Ultime lettere di Jacopo Ortis (1797)
- Chioma di Berenice, traduccions de Catul, (1803)
- Viaggio sentimentale, traducció Laurence Sterne, (1807)
- Iliade, traducció Homer, (1807)
- Dell'origine e dell'ufficio della letteratura (1809)
- Discorso sul testo della Divina Commedia
- Essays on Petrarch
- Discorso storico sul testo del Decamerone
- Della nuova scuola drammatica in Italia